# Солнце и луна
Солнце и луна — распространённый символ на флагах и гербах в регионах, переживших индийское культурное влияние. Исходно эти символы связаны с представлением о «лунной» и «солнечной» династиях древних ариев. Со временем этот символ приобрёл дополнительные значения благодаря развитию индуизма и буддизма. Вопреки европейской традиции, лунный серп на этих флагах называется луной, а не полумесяцем (как в исламской и европейской символике).
Это не касается европейских флагов, хотя в символике саамского флага солнце и луна также трактуются как первопредки. На флаге Молдавии солнце и полумесяц не образует единого сочетания. Солнце и полумесяц фигурируют в исторической геральдике, в геральдике ряда городов и общин Европы.
Иногда солнечная символика появляется в регионах, где распространён ислам, но использование солнца и трактовка круга как солнца не имеет здесь систематического использования.

## Суверенные государства

Флаг Монголии
Флаг Непала

## Автономные и зависимые территории

Флаг Бурятии
Флаг Агинского Бурятского автономного округа
Флаг Ладакха

## Общественные объединения

Саамский флаг

## Гербы городов и общин, исторические гербы Европы

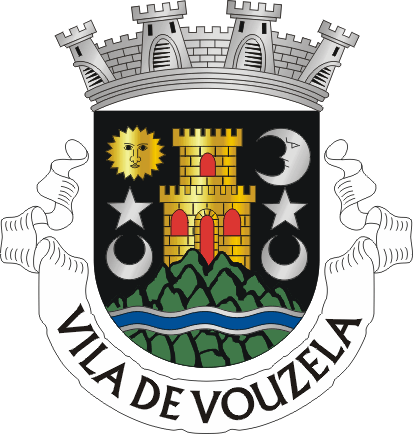
Возела (Португалия)
Гельтингер Бухт (Германия)
Дражовице (Чехия)
Молдавия (XV век)
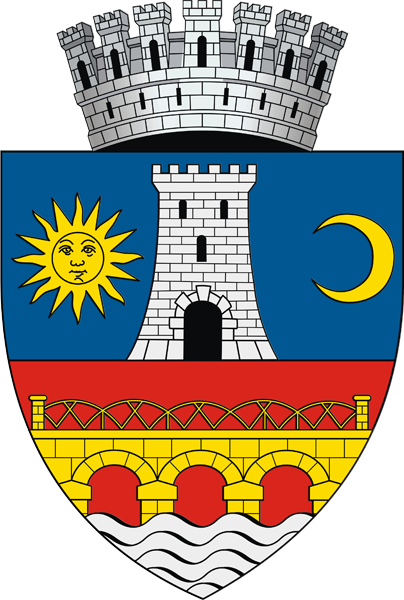
Слатина (город в Румынии)
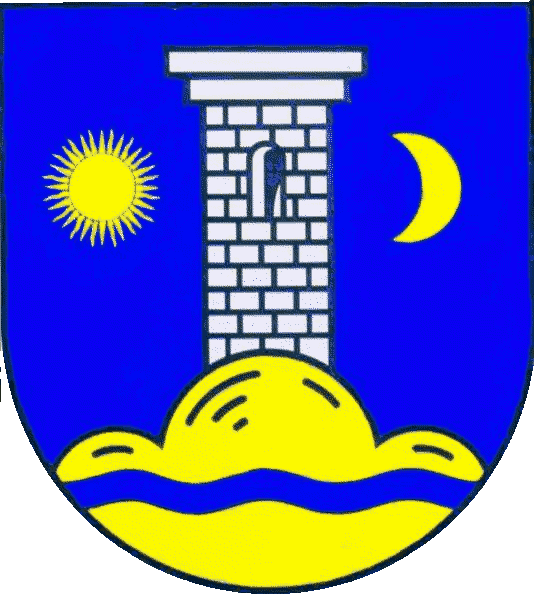
Зюзель (Германия)
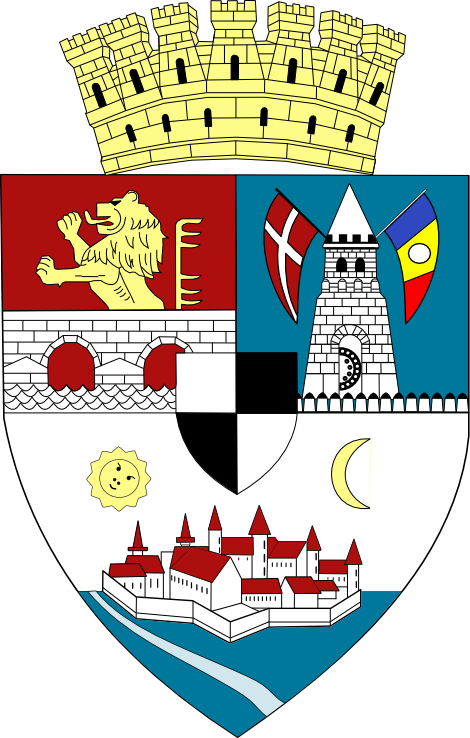
Тимишоара (Румыния)
Трансильвания
Штадтпроцельтен (Германия)

## Флаги с различными трактовками

Флаг Курдистана (1922—1924)
Флаг Молдовы (солнце и полумесяц представлены отдельно в гербе)
Флаг Туниса — белый круг иногда трактуется как солнце.[1]